# 尤利乌斯·洛塔尔·迈尔
尤利乌斯·洛塔尔·迈尔（德語：Julius Lothar Meyer，1830年8月19日—1895年4月11日），德国化学家，独立地研究出元素周期分类法。
1868年编制出的元素周期表与门捷列夫1869年发表的元素周期表有很多相似之处，但直到1870年他才发表自己的研究成果。

## 生平
1830年出生於今下薩克森法勒尔，
1851年時進入蘇黎世大學攻讀醫學，
兩年後轉至維爾茨堡大學就讀，魯道夫·菲爾紹是其病理學導師。
1854年畢業後，至海德堡追隨本生學習，
1859年起在布雷斯勞大學擔任私講師教授物理學跟化學，
1866年轉至卡爾斯魯厄大學擔任教授，普法戰爭期間，該大學一度作為醫院，邁爾亦擔任醫生負責治療受傷的士兵。
1876年赴蒂賓根大學任教並在當地逝世。